# 지방도 제403호선
지방도 제403호선은 강원특별자치도 홍천군 서면 모곡리에서 양구군 양구읍 정림교 동단을 잇는 강원특별자치도의 지방도이다.
2010년부터 춘천시와 화천군을 연결하는 구간인 세밑고개 구간을 확장할 것을 추진하여 2018년 12월 31일에 새밑터널이 개통되었다.

## 역사
- 2000년 10월 17일: 춘천시 사북면 고성리 ~ 동리 130m 구간 확·포장 공사 (2001년 5월 30일까지)[2]
- 2002년 3월 30일: 모곡 ~ 발산간 도로 확포장공사에 의해 홍천군 서면 모곡리 ~ 춘천시 남면 발산리 7.1km 구간 도로구역 변경[3]
- 2002년 11월 9일 : 선형개량공사로 인해 춘천시 서면 덕두원리 140m 구간 도로구역 변경[4]
- 2003년 2월 15일 : 노선 폐지 및 재지정[5]
- 2003년 7월 12일 : 춘천시 사북면 고성리 500m 구간 포장공사를 위한 도로구역 변경[6]
- 2004년 11월 30일 : 충의대교가 개통되어 춘천시와 홍천군 간 구간이 연결되었다.[7]
- 2009년 8월 10일 : 홍천군 서면 모곡리 ~ 춘천시 남면 발산리 7.1km 구간 개통, 기존 비포장구간인 홍천군 서면 모곡리 ~ 마곡리 구간 6.8km 폐지.[8]
- 2011년 12월 13일 : 강촌 나들목에서 강촌 및 춘천 시내로 진입하는 구간인 소주터널이 개통되었다.[9]
- 2012년 7월 2일 : 화천군 간동면 오음리 ~ 방천리 구간 5.514km 개통[10]
- 2015년 12월 11일 : 창촌 ~ 발산간 도로(춘천시 남산면 창촌리 ~ 남면 발산리) 4.65km 구간 개통, 기존 3.35km 구간 폐지[11]
- 2017년 12월 26일 : 강촌 ~ 창촌간 도로(춘천시 서면 당림리 강촌 교차로 ~ 남산면 방곡리 방곡 교차로) 2.1km 구간 확장 개통, 기존 2.3km 구간 폐지[12]
- 2018년 12월 31일 : 지내 ~ 고성간 도로 및 새밑터널(춘천시 신북읍 지내리 ~ 사북면 고성리) 3.34km 구간 확장 개통, 기존 새밑고개(춘천시 신북읍 지내리 ~ 사북면 고탄리) 4.39km 구간 폐지[13]
- 2019년 10월 29일 : 월명터널(양구군 양구읍 월명리 ~ 공수리) 2.04km 구간 확장 개통, 기존 공수령 2.0km 구간 폐지[14]
- 2019년 12월 31일 : 강촌 ~ 창촌간 도로(춘천시 남산면 방곡리 방곡 교차로 ~ 창촌리 창촌3 교차로) 3.2km 구간 확장 개통, 기존 구간 폐지[15]
- 2021년 5월 7일: 신매교차로 ~ 춘천역 구간이 국가지원지방도 제70호선으로 승격되었다.[16]

## 주요 경유지
- 홍천군
  - 서면 모곡리(국가지원지방도 제86호선과 분기) - 보리울교 - 마곡리 - 배바위교 - 충의대교 교차로 - 충의대교

- 춘천시
  - 남면 충의대교 - 수암교 - 남면 행정복지센터 - 반딧불이야기캠핑장(구 발산중학교) - 발산리 - 발산 교차로 - 발산1교 - 후동3교 - 후동3 교차로 - 후동2교 - 후동2 교차로 - 후동1교 - 후동1 교차로 - 소주교 - 소주터널 (750m)
  - 남산면 소주터널 (750m) - 소주 교차로 - 창촌교 - 거곡 교차로 - 창촌3 교차로 - 창촌1교 - 창촌1 교차로 - 구만이 교차로 - (교량) - 남산1 교차로 - 방곡3 교차로 - 방곡2 교차로 - 방곡1 교차로 - 덕거리 교차로 - 구곡1 교차로 - 강촌터널 (134m) - 강촌대교
  - 서면 강촌대교 - 강촌 교차로 - 등선교 - 의암 교차로 - 의암댐 - 덕두원리 - 덕두원교 - 현암리 - 강원정보문화진흥원 - 현암교 - 서면 행정복지센터 - 강원애니고등학교 - 강서중학교 - 신매리 - 신매대교
  - 신사우동 신매대교 - 인형극장사거리 - 신동초등학교 - 신동삼거리
  - 신북읍 지내리저수지 - 지내리 - 세밑고개
  - 사북면 세밑고개 - 고탄리 - 길성주유소(지방도 제407호선과 분기) - 세월교 - 고성리 - (비포장 구간 : (양동마을) - 큰고개)

- 화천군
  - 하남면 큰고개 - 삼화리 - (미개통 구간 : 삼화리 - 성북령)
  - 간동면 (미개통 구간 : 성북령 - 미륵정사 - 유촌리) - 유촌리 - 풍울교 - 오음리 - 오음사거리 - 에네미고개 - 갓골 교차로 - 후동1교 - 후동 교차로 - (미개통 구간 : 방천리) - 상방교

- 양구군
  - 양구읍 상방교 - 상무룡리 - 상무교 - 월명낚시터 - 월명4교 - 월명3교 - 월명교 - 월명계곡 - 월명터널 (m) - 공수리 - 동수리 - 하리교 서단 - 양구국민체육센터 - 양구여자고등학교, 양구여자중학교 - 정림교 - 정림교 동단

## 중복 구간
- 춘천시 서면 강촌삼거리 ~ 의암 교차로 : 국도 제46호선과 중복
- 춘천시 서면 신매대교 서단 ~ 신사우동 인형극장사거리 : 국가지원지방도 제70호선과 중복
- 춘천시 신사우동 인형극장사거리 ~ 신동삼거리 : 국도 제5호선, 국도 제56호선, 국가지원지방도 제56호선과 중복
- 춘천시 사북면 길성주유소 ~ 고성리 : 지방도 제407호선과 중복
- 화천군 간동면 유촌리 ~ 오음사거리 : 지방도 제461호선과 중복

## 도로명
- 홍천군 서면 모곡리 ~ 춘천시 남면 충의대교 북단 : 모곡로
- 춘천시 남면 충의대교 북단 ~ 발산 교차로 : 충효로
- 춘천시 남면 발산 교차로 ~ 서면 강촌 교차로 : 소주고개로
- 춘천시 서면 강촌삼거리 ~ 의암 교차로 : 경춘로
- 춘천시 서면 의암 교차로 ~ 신매대교 서단 : 박사로
- 춘천시 서면 신매대교 서단 ~ 신사우동 인형극장사거리 : 신샘밭로
- 춘천시 신사우동 인형극장사거리 ~ 신동삼거리 : 영서로
- 춘천시 신사우동 신동삼거리 ~ 사북면 길성주유소 : 지내고탄로
- 춘천시 사북면 길성주유소 ~ 고성리 : 춘화로
- 춘천시 사북면 고성리 ~ 화천군 하남면 삼화리 : 용화산로
- 화천군 간동면 유촌리 ~ 오음사거리 : 파로호로
- 화천군 간동면 오음사거리 ~ 양구군 양구읍 월명교 남단 : 간척월명로
- 양구군 양구읍 월명교 남단 ~ 하리교 서단 : 파로호로
- 양구군 양구읍 하리교 서단 ~ 정림교 : 박수근로